# Rifugio de l'Envers des Aiguilles
Il rifugio de l'Envers des Aiguilles (2.687 m s.l.m.) si trova nel massiccio del Monte Bianco e nel comune di Chamonix. È collocato nel gruppo montuoso delle Aiguilles de Chamonix.

## Accesso
L'accesso avviene da Montenvers (1.913 m) in circa tre ore.

## Ascensioni
Il rifugio è luogo di partenza per varie salite alle Aiguilles de Chamonix.